# 贝尔弗劳尔 (加利福尼亚州)
贝尔弗劳尔（英語：Bellflower），是美国加利福尼亚州洛杉矶县下属的一座城市。建市于1957年9月3日，面积大约为6.12平方英里（15.9平方公里）。根据2010年美国人口普查，该市有人口76,616人。
出生于该市的名人列表：
1. 詹姆斯·哈登